# 1918年流感大流行
1918年流感大流行（英語：1918 flu pandemic），也被稱為西班牙流感（英語：Spanish flu），是於1918年1月至1920年4月間爆發的异常致命的流感大流行，造成當時世界人口約三分之一（5億人）感染，大约造成了全球2000萬至5000萬人死亡（各方估计值在1741万至1亿人之间），是人類歷史上致死人數最多的流行病之一，僅次於黑死病。
一般流感暴發通常死亡的是幼童及老年人、或是免疫功能低下的患者，但本次流行事件死者最多的卻是青壯年。科學家為此大流行的高死亡率提供了幾種可能的解釋。一些研究顯示本病毒致死的原因是因為引起細胞素風暴，導致自體免疫系統過度反應。因此免疫力最強的青壯年反而最容易引起強烈的免疫反應而死。另一方面，2007年的分析發現，病毒感染沒有比以前的流感毒株更具侵略性。然而，營養不良、醫療營地和醫院擁擠不堪以及惡劣的衛生情況，促進了病毒的二重感染。
1918年流感大流行是由甲型H1N1流感引起的三次大流行中的第一次，第二次是1977年俄国流感，第三次（也是最近一次）则是2009年H1N1流感大流行。

## 流行病詞源
「西班牙流感」的名稱由來是因大流行於1918年11月從法國散播到西班牙後的大規模公開報導。當時第一次世界大战主要參戰國家如德國、英國、法國和美國為了避免影響士氣，由檢查員嚴格管制媒體報導疫情的數量。但那時保持中立而未參與戰爭的西班牙，並未實施戰時审查制度，所以國內媒體可以自由報導，因此大幅報導流行病在當地的影響，例如報導西班牙國王阿方索十三世感染成重症病例，令當時人們錯覺西班牙的疫情特別嚴重，也因為西班牙作為第一個大量報告流感的地區，這也導致該流行病被命名為「西班牙流感」，而事實是歷史跟流行病学上的資料不足以確定此大流行的起源地。從醫學史的角度，Golshani等認為：“雖然該病以西班牙流感聞名，但沒人相信它起源於西班牙。這種疾病可能是在第一次世界大戰的高潮時期得名的。當時，德國的疫情正在戰爭期間爆發。但是，西班牙政府認為他們不應該掩蓋事實。因此，人們認為該疾病的首次爆發在西班牙。有時首批確診病例的來源一直存在爭議。”在此流感爆發後近一個世紀，世界衛生組織不再按地理位置命名流行病。該流感的更現代名稱包括「1918年流行性感冒大流行」、「1918年流感大流行」或其他相似名稱。

## 歷史
流感可以簡單分為三波，第一波發生於1918年春季，基本上只是普通的流行性感冒；第二波發生於1918年秋季，是死亡率最高的一波；第三波發生於1919年冬季至1920年春季，死亡率介於第一波和第二波之間。第一波有記錄的流感發生於1918年3月4日位於美國堪萨斯州的福斯顿军营，但當時的症狀只有頭痛、高燒、肌肉酸痛和食慾不振而已。4月正處於第一次世界大戰的法國也傳出流感，3月中國、5月西班牙、6月英國，也相繼發生病情，但都不嚴重。

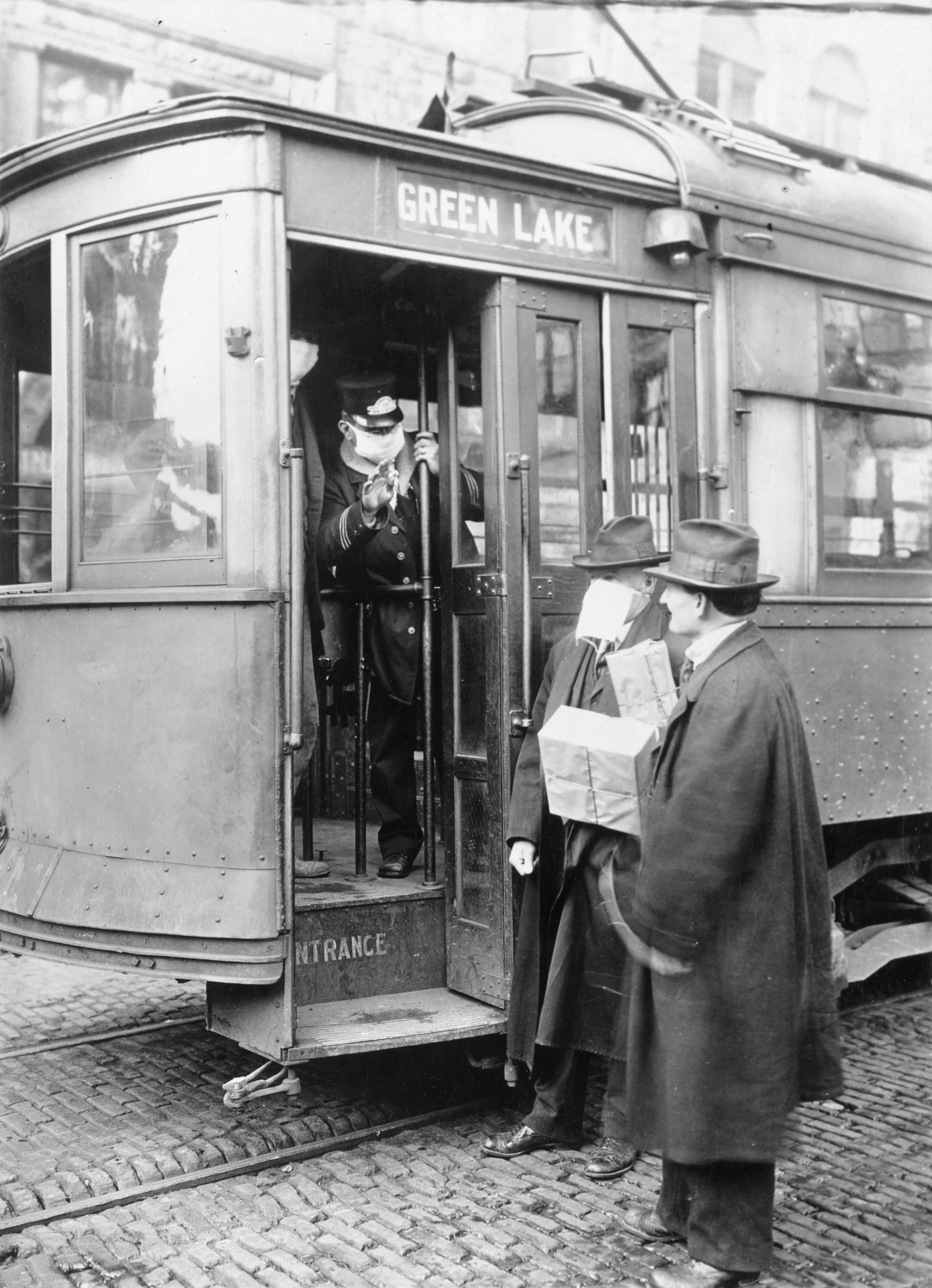
西雅圖的電車服務員拒絕未戴口罩的乘客搭乘。

1918年8月剛離開西非國家獅子山的英國船上發生了致命的流感，在該船抵達英國之前，75%的船員被感染，7%的船員死亡，另外多艘船隻也發生了類似的情況。另一說第二波的源頭是當時蘇俄的阿什哈巴德（1918年8月初巴勒維王朝的馬什哈德）便發生了高死亡率的流感，據說是由阿什哈巴德所傳出，但因俄國內戰而無法確認。8月27日，流感傳入美國，並在波士頓的碼頭工人間傳播，而法國的布雷斯特也在幾乎同一時間爆發了流感；9月開始在歐洲和美國普遍傳播，並在數星期內傳到世界各地。第二波流感和過去的流行性感冒不同，在20~35歲的青壯年族群中死亡率特別高，其症狀除了高燒、頭痛之外，還有臉色發青和咳血等；流感往往引發併發症而導致死亡，以肺炎最多。許多城市限制市民前往公共場所，電影院、舞廳、運動場所等都被關閉長達超過一年。同年10月是美國歷史上最黑暗的一個月，20萬美國人在這段時間死去，1918年美國的平均壽命因此比平常減少了12年。

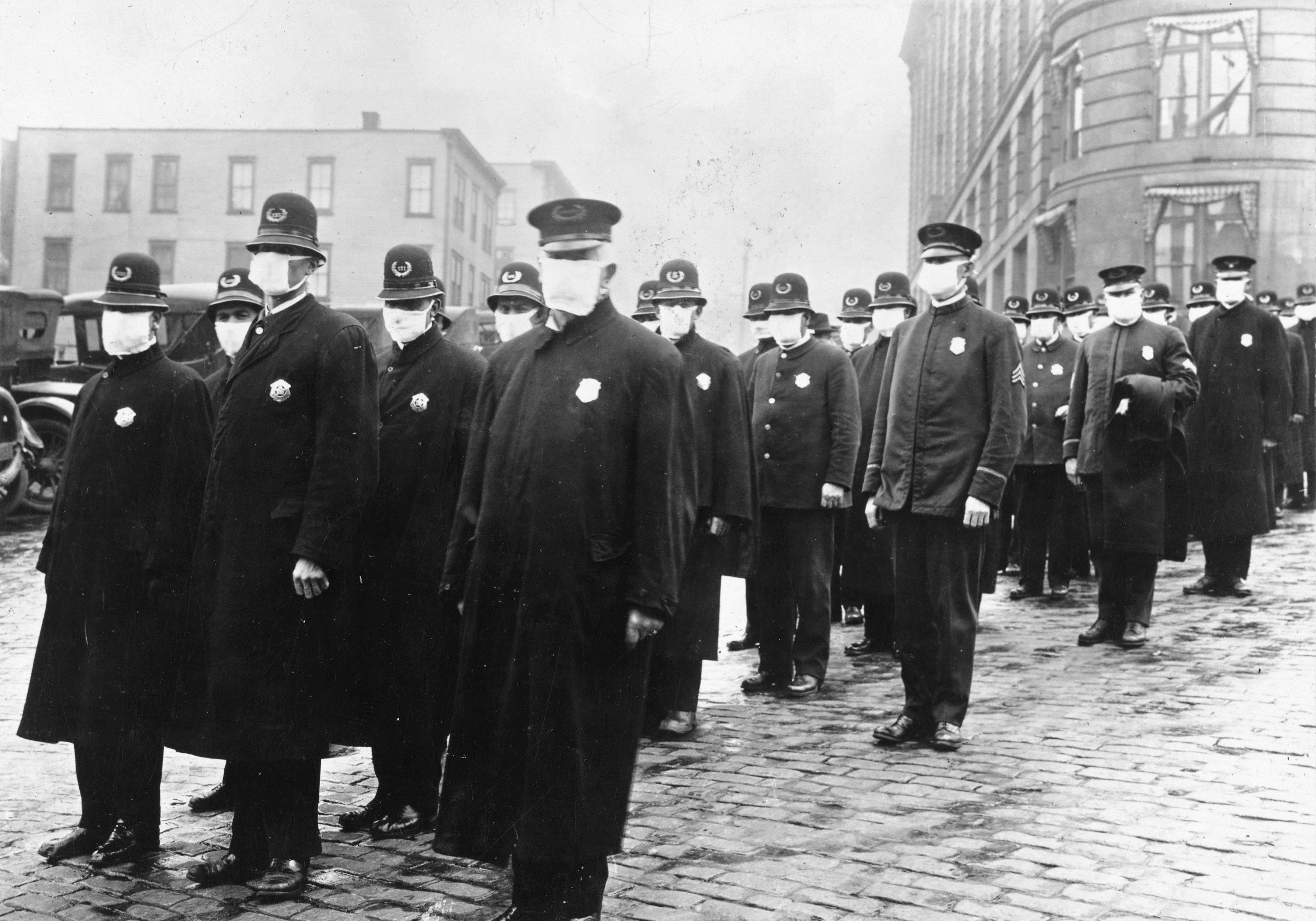
戴口罩的西雅圖警察，攝於1918年12月

第三波流感在大約1919年冬季開始在許多地方出現，至1920年春季起便逐漸神秘地消失。在澳大利亞，流感延續到了1919年8月 （南半球的冬季）；至於在夏威夷，則是延續到了1920年3月。此流感漫延全球，從阿拉斯加的愛斯基摩部落到太平洋中央的薩摩亞島，無一倖免；許多愛斯基摩部落是一村一村地全村的人死亡，在薩摩亞死亡率更高達25%。亞馬遜河口的馬拉若島是當時世界上唯一沒有感染報告的人類聚集地。

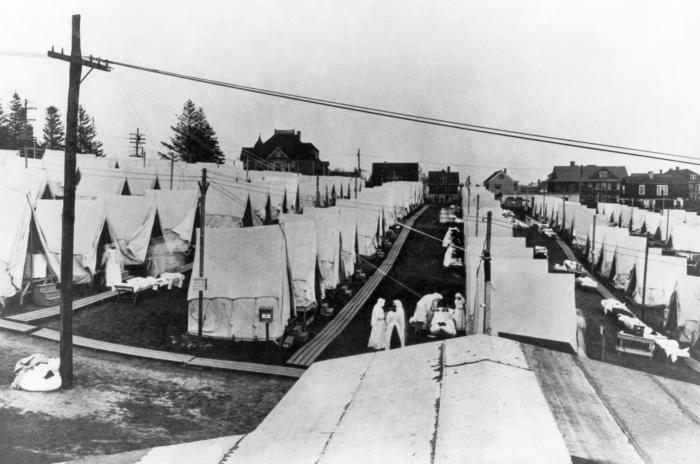
麻薩諸塞州的 Emery Hill，醫療帳篷，1919年5月29日

流感奪去的人命最早的估計是2000萬人，但後來重新統計結果，將其重定上修為 5000萬人，但上限可能到9000萬人，但不管哪個數字都比第一次世界大戰的總死亡人數還多。至於在青壯年死亡率較高，有兩種假說：一是老年人口已經經歷過流感，因此已有抗體，所以對流感比較有抵抗力。二是年輕人的免疫系統較強，因此在免疫反應過程中發生細胞素風暴連帶殺死自己的健康細胞組織，造成人體組織或器官受損；如果發生在肺部，則可能造成患者呼吸困難而死亡。流感在爆發的這2年後便完全神袐消失，而其病株與源頭則是眾說紛紜。

## 研究

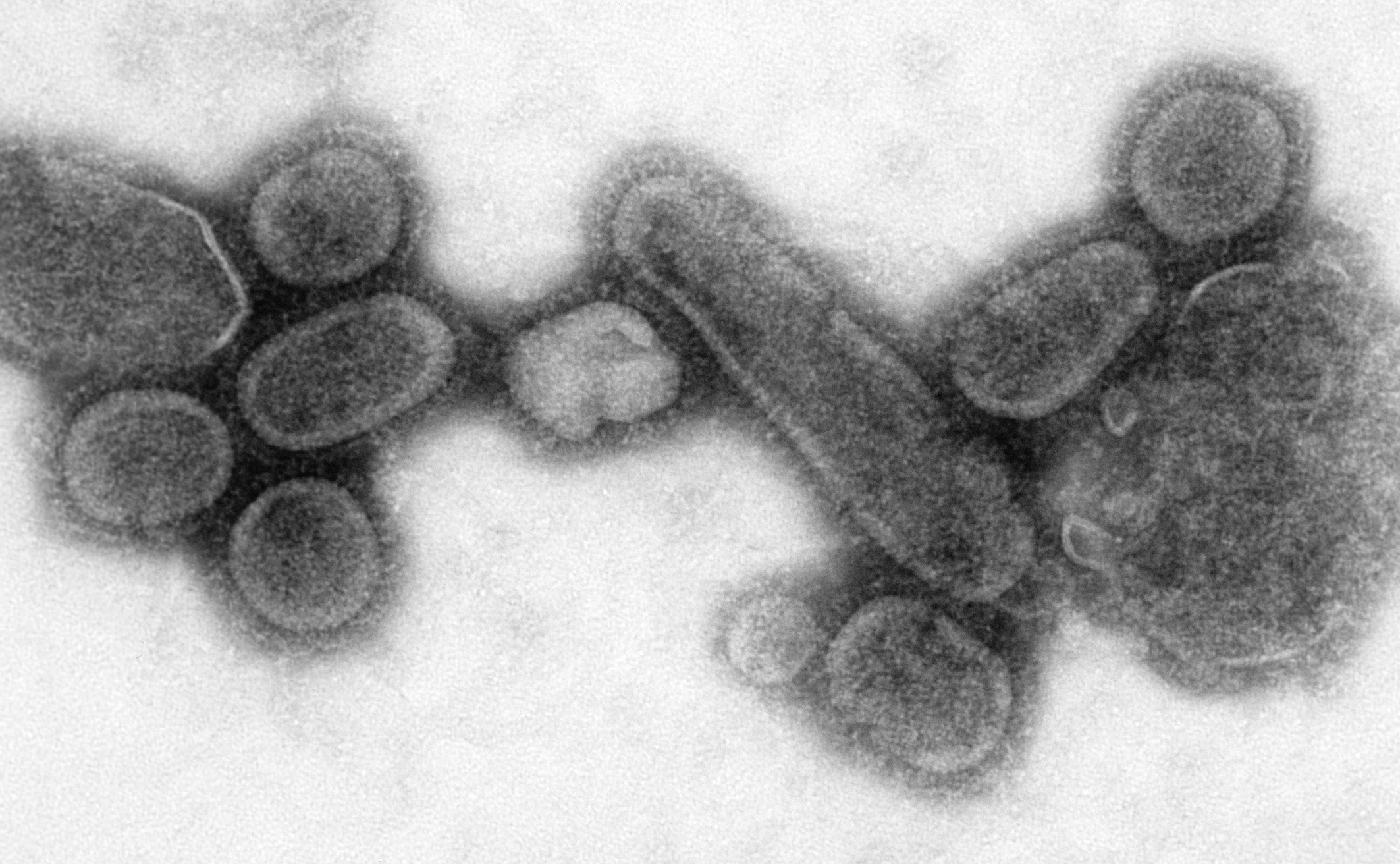
重建的西班牙流感病毒。

在當時，人們還不清楚流行性感冒是由什麼病原體造成。直到1933年，英國科學家威爾遜·史密斯（Wilson Smith）、克里斯托弗·安德魯斯（Christopher Andrewes）及帕特里克·萊德勞（Patrick Laidlaw）才分離出第一個人類流感病毒，並命名為H1N1，從此人們才知道流行性感冒是由流感病毒所造成。由於人們是到後來才知道致病原因，以及當時絕大多數的死者遺體為防傳染都已經焚毀，加上重新合成病毒的危險性，此後數十年，人們對於該流感病毒所知一直很有限。
在1997年，美国科学家杰弗里·陶贝格尔在《科学》周刊上发表了他与同事利用遗传学技术得出的研究成果，认为1918年的流感病毒与猪流感病毒十分相似，是一种与甲型（A型）流感病毒（H1N1）密切相关的病毒。至今，仍然可以在猪体内发现这种病毒。
1998年2月，美國國防病理中心（AFIP）轄下所屬的分子病理部門在阿拉斯加州布瑞維格米申附近發現了一具被完整冰封近80年的愛斯基摩女子的屍體。布瑞维格米申在1918年11月由於流感失去了85%的人口。4件樣本的其中之一含有一些1918病毒的基因物質。這個樣本給予科學家第一手資料來研究這個病毒。
据2001年10月英国媒体报道，英国科学家正力图根据10名死于1918年大流感的伦敦人的遗体，找到引起这场流感的病毒样本或碎片，分析其基因组特徵，研究它为什么具有这么强的杀伤力和传染性。
2002年10月，美國國防病理中心與紐約西奈山醫學院的微生物學家合作，開始嘗試重建病毒。在一個實驗中，他們成功製造了一個有兩個1918病毒基因的病毒。而這個病毒和其他流感病毒比較起來，對老鼠較致命。
2004年2月6日，《科學》雜誌報導了兩支隊伍，英國國家醫學研究院（National Institute for Medical Research）和美國斯克利普斯研究院（Scripps Research Institute），重建了1918流感的紅血球凝集素（hemagglutinin；HA 醣蛋白），並從中了解該蛋白分子如何改變形狀來允許其從鳥類移到人類身上。
2005年10月5日，研究人員宣佈1918病毒的基因序列已經被重組。2005年在亞洲發生的H5N1病毒與1918病毒有些地方類似，但是目前很難變成人傳人。
2014年的一项研究用分子时钟方法对病毒进行了重建，推断这种病毒是在1918年之前不久起源，来自于一种人类H1病毒和一种禽病毒的重配。而造成20到40岁的成年人广泛死亡的原因，则很可能是由于他们出生时许多人接触了一种抗原不同的H3N8病毒，从而缺乏对这种病毒的免疫保护。

## 源頭爭議

### 英國
在1999年，由病毒學家約翰·奧福德帶領的英國研究團隊，發布了一項研究。在硏究中，研究人員理論上認為，英國主要的部隊和醫院營地位於法国埃塔普勒 ，而該地被認為是西班牙流感的核心。在1917年末，軍隊病理學家报告一種致死率高新型的疾病，而後被證實為流感。當時的醫院每天需治療成千上萬因戰事受傷的軍人，而營地每日有十萬名士兵經過，極度擁擠的營地和醫院成為了傳播病毒的理想溫床。另外，那裡也是養豬場，定期從附近的村莊帶來家禽，及用作食物供應。奧福德和他的團隊假設了一種重要的前體病毒，原本是藏在鳥類上，後經突變後移動至豬隻上。
2016年，一份發布在《中華醫學會期刊》的研究發現，有證據顯示在1918年大流行時，病毒已在歐洲的軍隊中傳播了數月甚至數年之久。

### 美国
2003年，历史学家阿尔弗雷德·克罗斯比表示，这种流感起源于堪萨斯州。2004年，通俗作家约翰·M·巴里将堪萨斯州哈斯凯尔县描述为疫情的起源点。2017年，历史学家也曾表示，圣地亚哥马塔很有可能是原发疫源地。统计表明，到1917年底，至少14个美国军营中已经发生了第一波流行病。
2018年，进化生物学教授迈克尔·沃罗贝（Michael Worobey）领导的研究团队发现了疾病并非源于堪萨斯州的证据，因为堪萨斯州与同期纽约市情况相比，病例更加温和、死亡人数更少。此外，该研究通过系统发生学分析发现了该病毒可能起源于北美，但仍待进一步研究证实。
2020年2月14日，美国国务院阐述美国对全世界外交政策的平台ShareAmerica刊登《美国历史系列165：1918年流感疫潮》一文指出：“1918年流感疫情的最初爆发地点及时间迄今尚无公认的结论，根据美国疾病控制与预防中心的记载，美国境内最初发现的病例在1918年春季，疫情则是由源自禽鸟基因的H1N1病毒引起的。”。

### 中國
一些观点认为，流感其中一個受影響最少的地區是中國，而那裡正經歷相對溫和的流感季節。有多项研究顯示中國的死亡人數比全球其他地區低，并因此懷疑病毒源頭是中國。持这种观点的研究者认为，當時中國較低死亡率及溫和的流感季節，可以解釋為當時的中國人已經獲得對流感病毒的免疫力。1993年，巴斯德研究院專家克勞德·漢農，提出此次流感很可能來自中國，而那流感之後在美國波士頓附近變異，並透過盟軍士兵和水手，傳播到法國布雷斯特、歐洲及世界各地。他亦提出其他可能的發源地，例如是西班牙、美国堪薩斯州和布列斯特，但他認為可能性不大。2014年，歷史學家馬克·韓福瑞斯指出，在英國及法國戰線工作的九萬六千名的中國勞工，可能是此次流感的源頭；中國的死亡率低於其他國家，這顯示中國人口可能因為之前已感染病毒而產生了免疫力；韓福瑞斯在進行新的研究時發現的檔案顯示，中國北方1917年11月曾發生呼吸道疾病疫情，和隔年西班牙流感完全一樣。
然而在2006年，一份由香港中文大學梁秉中教授及鄭景輝博士發表的研究指出，這可能是因為傳統草藥在預防和治療中起著重要作用，所以令感染程度較低。另一方面，中国医学科学院的研究认为，由于当时西方得知中国流感疫情的渠道主要来自在华外国学者在主要大城市的观察，且有关文献资料较为分散，使疫情发病率与死亡率的统计不完整。2016年，《中华医学会期刊》刊载的一篇论文指出，没有找到1918年病毒通过中国和东南亚士兵和工人输入欧洲的证据，反而发现了流感病毒在大流行前就已在欧洲传播的证据。研究指，在欧洲的中国和东南亚工人人群中流感死亡率较低（1/1000），这意味着1918年流感大流行不可能起源于这些工人。2018年，美国亚利桑那大学演化生物學教授邁克爾·沃羅貝發表的研究發現，有中國勞工傳播此流感，但勞工是透過其他渠道進入歐洲，且未造成可检测的传播。这表明，中國勞工不太可能成為原始宿主。

### 其他
2008年，政治學家安德魯·普萊斯‑史密斯發布了奧地利檔案館的數據，顯示出在1917年初奧匈帝國爆發流感前，還有一個更早的起源地。

## 症状
巨大的死亡人數統計是由於高達50％的極高感染率和懷疑是由細胞素風暴引起的極端嚴重性的症狀造成。1918年的症狀還很罕見，最初感染流感會被誤診為骨痛熱症、霍亂或伤寒。一位觀察者寫道：「其中一個最致命的併發症是從黏膜出血，特別是從鼻、胃和腸。從耳朵出血和皮膚的瘀點也發生”」。大多數感染者的死因是由细菌性肺炎引起的，一個常見和流感有關聯的二度感染。該病毒還透過引起大量出血和肺水肿而直接殺死感染者。

## 死亡人数

### 全球死亡人数

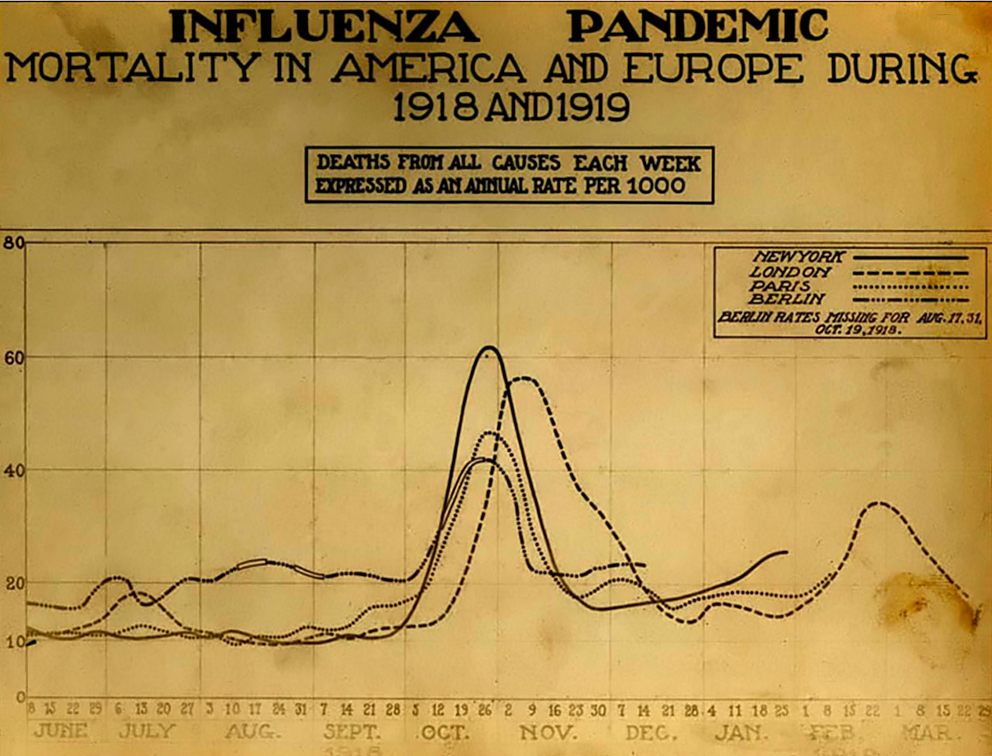
紐約、倫敦、巴黎和柏林在1918年6月至1919年3月的死亡率，單位：每千人。

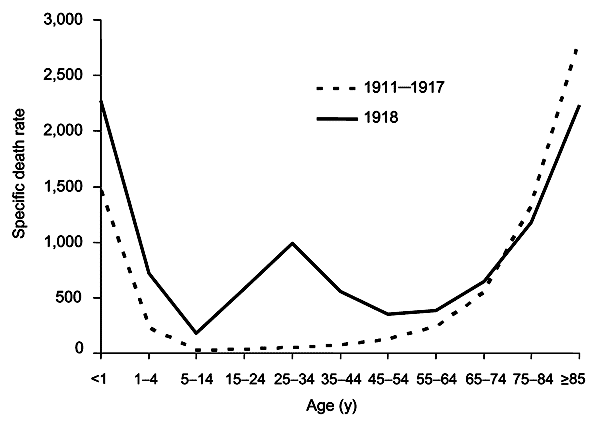
美國在1918年流感大流行與普通流感的死亡率在不同年齡分佈，單位：每十萬人；虛線為1911至1917年普通流感，實線為1918年流感大流行

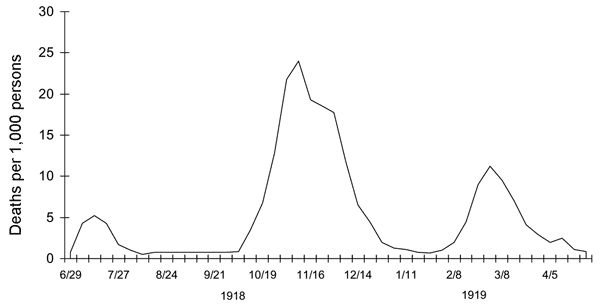
1918–1919年英國的三波大流行：每周流感和肺炎的死亡率

西班牙流感造成當時世界人口約四分之一的5億人感染。關於有多少感染者死亡的估計差異很大，但無論如何西班牙流感被認為是歷史上致死人数最多的流行病之一。根據1991年的估計表示，該病毒殺死2500至3900萬人。2005年的一項估計顯示，死亡人數可能約為5000萬人（不到全球人口的3％），甚至可能高達一億人（超過5％）。但是一份在2018年重新評估的研究，估計總數約為1741萬人，儘管遭人質疑。在當時世界人口為18到19億的情況下，這些估計相當於總人口的1%至6％。這場流感在24週內造成的死亡人數比艾滋病24年殺死的人數還要多。

### 各地区死亡人数
世界許多地方的人因此大流行而死亡。印度約有1200至1700萬人死亡，約佔當地人口的5％。英属印度的死亡人數為1388萬人。在荷屬東印度（現為印度尼西亚），3000萬居民當中有150萬人被假設死亡。在伊朗，死亡率非常高：死亡人數據估計介於902,400至2,431,000之間，佔總人口的8％至22％。
在臺灣，當時造成約4萬餘人的死亡。第一波流感於1918年6月初在基隆開始出現，然後蔓延全島，至9月下旬消失，沒有特別顯著的死亡率。10月下旬，第二波流感又開始從基隆出現，並順著縱貫鐵路往南擴散至新竹、台中、台南、打狗（今 高雄）及阿猴（今 屏東）等地，並藉由海運傳入花蓮港和澎湖，至12月中旬結束，造成約77萬人感染，25,394人死亡。1919年12月，第三波流感又從基隆開始出現，1920年2月底結束，造成約14餘萬人感染，19,244人死亡。日本內地人社群最先爆發疫情，再傳給台灣人；先在城鎮發生，再往鄉村擴散。當時台灣醫療資源缺乏，在台灣367萬人中，只有732名受過4年醫學教育的西醫師。日本人患者較具醫療衛生觀念，因此死亡率較低，死亡率為1.1%；台灣漢人為3.3%、台灣原住民則為3.5%。在日本，據統計有2300萬人感染、至少39萬人死亡。

1918年，中國從南到北多個地區都爆發了疫情。1918年5月，溫州有萬余人感染流感。6月，在廣東學校、郵政局雇員中首先發現了流感病人，緊接著，精神病院、神學院等地方也陸續發生流感。7月，雲南个旧突然暴發疫情，而且十分嚴重，絕大多數居民都患了病，其它地方的疫情也相繼暴發。北京疫情“傳染甚速”，上海死亡400多人。疫情嚴重時，浙江紹興死亡人數高達10%，當時報載：“一村之中十室九家，一家之人，十人九死，貧苦之戶最居多數，哭聲相應，慘不忍聞。”棺木所售一空，“枕尸待裝不知其數”。在中國，死亡人數的估計差異很大，這現象反映了由於軍閥時期而缺乏收集健康數據。帕特森和派爾（Pyle and Pyle）於1991年對中國的死亡人數進行了首次估計，估計中國的死亡人數在500到900萬之間。然而這項1991年的研究後來因方法有缺陷而遭到後來的研究批評，而新的研究則發表中國的死亡率遠低許多的估計。例如，飯島涉於1998年根據中國港口城市提供的有效資料，估計中國的死亡人數在100到128萬之間。正如飯島涉所指出的：
|  | 帕特森和派爾他們兩人在研究《1918年流感大流行》中，試圖估計整個中國因西班牙流感造成的死亡人數。他們認為在中國有400至950萬人死亡，但這純粹是基於1918年那裡的死亡率為1.0-2.25％的假設，因為中國當時是一個貧窮國家，死亡率類似於印尼和印度兩處的水準。顯然他們的研究並沒有基於任何中國當地的統計資料。 |

而關於中國死亡人數較低的估計，是根據在中國港口城市發現的低死亡率資料，並基於交通不發達使流感無法傳播到中國內陸的假設。但是一些當時報紙、郵局的報告以及傳教士的報告表明，流感確實有滲透到中國內陸，並且在中國農村的某些地區很嚴重。
在大溪地，一個月內有總人口中13％的人死亡。同樣在薩摩亞，總人口3.8萬中有22％的人在兩個月內死亡。在紐西蘭，流感在六週內殺死大約6,400名紐西蘭白人和2,500名原住民毛利人，而毛利人的死亡率是紐西蘭白人的八倍。
在美國，總人口1.05億中約有28％的人感染，有500,000至675,000人死亡（佔人口的0.48％至0.64％）。美國原住民部落受到的打擊比較嚴重。在四角落地區，有3,293名登記為美國原住民死亡。整個因纽特人和阿拉斯加原住民在阿拉斯加领地的自然村落滅亡。在加拿大，有50,000人死亡。在巴西，包括總統罗德里格斯·阿尔维斯在內有30萬人死亡。在英國，多達25萬人死亡；在法國，則超過40萬。
在加納，流感大流行導致至少10萬人喪生。之後成為衣索比亞皇帝的海尔·塞拉西一世是衣索比亞當地染上流感但倖存下來的之一，但他的許多國人並沒有倖存；首都亚的斯亚贝巴的死亡人數估計在5,000至10,000之間，甚至可能更高。在英屬索馬利蘭，一位官員估計7％的當地居民死亡。

### 腳註
1. ↑  . 美国疾控中心. 2019-01-22  [2022-01-05]. （原始内容存档于2021-03-18） （美国英语）.
2. ↑  Shortridge, Kennedy F. . Nature Medicine: 384–385. 1999-04  [2022-01-05]. doi:10.1038/7383. （原始内容存档于2021-10-24） （英语）.
3. ↑  Golshani SA, Zohalinezhad ME, Taghrir MH, Ghasempoor S, Salehi A. Spanish flu and the end of World War I in Southern Iran from 1917–1920. Arch Iran Med. 2021;24(1):78–83. doi: 10.34172/aim.2021.11.
4. ↑  Patterson KD, Pyle GF. The Geography and Mortality of the 1918 Influenza Pandemic. Bull Hist Med. 1991;65(1):4-21.
5. 1 2 3  Taubenberger & Morens 2006.
6. ↑  . BBC News 中文. 2020-04-30  [2021-06-04]. （原始内容存档于2021-05-12） （中文）.
7. ↑   (PDF). 世界卫生组织. 2013. （原始内容存档 (PDF)于2020-11-27） （英语）.
8. ↑  . 联合国.   [2021-08-20]. （原始内容存档于2021-04-12） （中文）. 上个世纪曾发生三起大规模流行：1918年的“西班牙流感”；1957年的“亚洲流感”；和1968年的“香港流感”。
9. ↑  塞德里克·科特尔. . 红十字国际委员会. 2020-05-13. （原始内容存档于2021-04-20） （中文）.
10. ↑   (PDF). 世界卫生组织. 2013. （原始内容存档 (PDF)于2020-11-27） （英语）.
11. ↑  . 联合国新闻部联合国网站事务科.   [2020-12-06]. （原始内容存档于2021-04-12） （中文（中国大陆））.
12. 1 2  Spreeuwenberg, Peter; Kroneman, Madelon; Paget, John. . American Journal of Epidemiology. 2018-12, 187 (12): 2561–2567  [2020-12-31]. ISSN 0002-9262. PMC 7314216 . PMID 30202996. doi:10.1093/aje/kwy191. （原始内容存档于2020-12-20）.
13. ↑  Borza, T. . Tidsskrift for Den Norske Laegeforening: Tidsskrift for Praktisk Medicin, Ny Raekke. 2001-12-10, 121 (30): 3551–3554  [2020-12-31]. ISSN 0029-2001. PMID 11808016. （原始内容存档于2020-08-20）.
14. ↑  . NPR.org.   [2020-12-06]. （原始内容存档于2021-01-19） （英语）.
15. ↑  Gagnon A, Miller MS, Hallman SA, Bourbeau R, Herring DA, Earn DJ, Madrenas J. . PLOS One. 2013, 8 (8): e69586. Bibcode:2013PLoSO...869586G. ISSN 1932-6203. PMC 3734171 . PMID 23940526. doi:10.1371/journal.pone.0069586.
16. 1 2  Barry 2004b.
17. ↑  MacCallum, W.G. . JAMA: The Journal of the American Medical Association. 1919, 72 (10): 720–723  [2019-08-16]. doi:10.1001/jama.1919.02610100028012. （原始内容存档于2020-01-25）.
18. ↑  Hirsch, Edwin F.; McKinney, Marion. . Journal of Infectious Diseases. 1919, 24 (6): 594–617. JSTOR 30080493. doi:10.1093/infdis/24.6.594.
19. ↑  Brundage JF, Shanks GD. . The Journal of Infectious Diseases. 2007-12, 196 (11): 1717–1718; author reply 1718–1719. PMID 18008258. doi:10.1086/522355.
20. ↑  Morens DM, Fauci AS. . The Journal of Infectious Diseases. 2007-04, 195 (7): 1018–1028. PMID 17330793. doi:10.1086/511989.
21. ↑   (PDF). World Health Organization: 38, 41. April 1999  [2021-01-28]. （原始内容存档 (PDF)于2020-12-03）.
22. ↑  秦颖 等. . 《中华流行病学杂志》. 2018, 39 (8): 1028-1031  [2021-01-28]. （原始内容存档于2021-01-09）.
23. ↑  . 巴斯德研究院.   [2014-12-22]. （原始内容 (Powerpoint)存档于2015-11-17） （法语）.
24. ↑  Porras-Gallo & Davis 2014.
25. ↑  Galvin 2007.
26. ↑  . Channel 4 News.   [2020-04-09]. （原始内容存档于2010-01-27）.
27. ↑  Anderson, Susan. . American College of Physicians（英语：American College of Physicians）. 2006-08-29  [2011-10-02]. （原始内容存档于2011-11-25）.
28. ↑  Barry 2004，第171頁.
29. ↑  Golshani 2021，第78頁.
30. ↑  Harvey, Josephine. . HuffPost. 2020-03-18  [2020-04-08]. （原始内容存档于2021-01-15）.
31. ↑  . World Health Organization. 2015-05-08  [2020-04-08]. （原始内容存档于2020-02-24）.
32. ↑  . World Health Organization. 2018-05-22  [2020-03-20]. （原始内容存档于2020-03-20）.
33. ↑  . 大英百科全书. 2020-03-04  [2020-03-20]. （原始内容存档于2020-03-20）.
34. ↑  Chodosh, Sara. . PopSci. 2020-03-18  [2020-03-20]. （原始内容存档于2020-12-24）.
35. ↑  Beveridge, W.I., 1977. Influenza: The Last Great Plague: An Unfinished Story of Discovery, New York: Prodist. ISBN 978-0-88202-118-8
36. ↑  . eurekalert. 2014年4月29日  [2014-05-29]. （原始内容存档于2014-05-29）.
37. ↑  .   [2009-05-09]. （原始内容存档于2009-05-12）.
38. ↑  Connor, Steve. . The Guardian (UK). 2000-01-08  [2009-05-09]. （原始内容存档于2009-05-12）.
39. ↑  Oxford JS, Lambkin R, Sefton A, Daniels R, Elliot A, Brown R, Gill D.  (PDF). Vaccine. 2005-01, 23 (7): 940–945  [2020-03-12]. PMID 15603896. doi:10.1016/j.vaccine.2004.06.035. （原始内容 (PDF)存档于2020-03-12）.
40. 1 2  Shanks GD. . Journal of the Chinese Medical Association. 2016-01, 79 (1): 46–48. PMID 26542935. doi:10.1016/j.jcma.2015.08.009.
41. ↑  Crosby 2003.
42. ↑  . Limpia por dentro. 2018-02-28  [2017-12-07]. （原始内容存档于2017-12-28）.
43. 1 2  .   [2020-03-23]. （原始内容存档于2020-12-31）.
44. ↑  ShareAmerica（2020年2月14日）。<美国历史系列165：1918年流感疫潮>。上网日期：2021年3月14日，取自https://share.america.gov/zh-hans/the-influenza-epidemic-of-1918/。 （页面存档备份，存于）
45. 1 2  Killingray, David; Phillips, Howard. . Routledge. 2003. ISBN 978-1-134-56640-2 （英语）.
46. ↑  Langford, Christopher. . Population and Development Review. 2005,. Vol. 31, No. 3 (Sep., 2005) (3): 473–505. JSTOR 3401475. doi:10.1111/j.1728-4457.2005.00080.x.
47. 1 2  Cheng, K.F. . International Journal of Infectious Diseases: 360–364.   [2020-03-05]. （原始内容存档于2019-12-05）.
48. 1 2  Langford, Christopher. . Population and Development Review. 2005,. Vol. 31, No. 3 (Sep., 2005) (3): 473–505. JSTOR 3401475. doi:10.1111/j.1728-4457.2005.00080.x.
49. 1 2 3  Cheng, K.F. . International Journal of Infectious Diseases: 360–364.   [2020-03-05]. （原始内容存档于2019-12-05）.
50. ↑  Klein, Christopher. .   [2020-03-05]. （原始内容存档于2020-03-05）.
51. ↑  Vergano, Dan. . National Geographic.   [2020-03-05]. （原始内容存档于2020-03-03）.
52. ↑  Saunders-Hastings, Patrick R.; Krewski, Daniel. . Pathogens. 2016-12-06, 5 (4): 66. ISSN 2076-0817. PMC 5198166 . PMID 27929449. doi:10.3390/pathogens5040066.
53. ↑  Hannoun, Claude. . La Grippe Espagnole de 1918. Ed Techniques Encyclopédie Médico-Chirurgicale (EMC), Maladies infectieuses. 8-069-A-10. 1993. |article=被忽略 (帮助)
54. ↑  Humphries 2014.
55. ↑  Vergano, Dan. . 国家地理. 2014-01-24  [2016-11-04]. （原始内容存档于2014-01-26）.
56. ↑  阿丽塔; 许培扬; 田玲. . 医学信息学杂志 (北京). 2010, 031 (001): 47–50 （中文（中国大陆））.
57. ↑  Price-Smith AT. . Cambridge, MA: MIT Press. 2008. ISBN 978-0-262-66203-1.
58. 1 2 3  Patterson & Pyle 1991.
59. 1 2  Knobler 2005.
60. ↑  Morris, Denise E.; Cleary, David W.; Clarke, Stuart C. . Frontiers in Microbiology. 2017, 8. ISSN 1664-302X. doi:10.3389/fmicb.2017.01041.
61. ↑  . National Institutes of Health. 2015-09-23  [2016-04-17]. （原始内容存档于2016-04-22）.
62. 1 2  Taubenberger et al. 2001，第1829–1839頁.
63. ↑  Taubenberger & Morens 2006，第15–22頁.
64. ↑  CDC 2009.
65. ↑   (PDF). Weekly Epidemiological Record (Relevé Épidémiologique Hebdomadaire). 2005-12-09, 80 (49–50): 428–431  [2020-04-10]. PMID 16372665. （原始内容 (PDF)存档于2021-07-27）.
66. ↑  Jilani, TN; Jamil, RT; Siddiqui, AH. . 2019-12-14  [2020-03-11]. PMID 30020613. （原始内容存档于2020-03-12）.
67. ↑  Johnson & Mueller 2002.
68. ↑  Siddharth Chandra and Julia Christensen. . Am. J. Epid. 2019-03-02, 188 (7): 1404–1406. PMID 30824934. doi:10.1093/aje/kwz044.和回應Peter Spreeuwenberg, Madelon Kroneman, and John Paget.  (PDF). Am. J. Epid. 2019-03-02, 188 (7): 1405–1406  [2020-03-12]. PMID 30824908. doi:10.1093/aje/kwz041. （原始内容 (PDF)存档于2020-03-12）.
69. ↑  .   [2013-03-29]. （原始内容存档于2012-07-09）.
70. ↑  Barry 2004.
71. ↑  Mayor, S. . British Medical Journal. 2000, 321 (7265): 852. PMC 1118673 . PMID 11021855. doi:10.1136/bmj.321.7265.852.
72. ↑  Chandra, Kuljanin & Wray 2012.
73. ↑  Historical research report from University of Indonesia, School of History, as reported in Emmy Fitri. Looking Through Indonesia's History For Answers to Swine Flu 的存檔，存档日期2009-11-02.. The Jakarta Globe. 28 October 2009 edition.
74. ↑  Afkhami 2003; Afkhami 2012.
75. 1 2  丁崑健. . 《認識 H5N1 流感》. 國家衛生研究院出版. 2008年3月.
76. ↑  "Spanish Influenza in Japanese Armed Forces, 1918–1920". Centers for Disease Control and Prevention (CDC).
77. ↑  上海申報舘編輯，〈紹屬時疫劇烈之來函〉，《申報》，1918年10月19日。
78. 1 2 3 4  Iijima, W. Phillips, H.; Killingray, D. , 编. . London and New York: Routledge. 2003: 101–109. |article=被忽略 (帮助)
79. ↑  Langford, Christopher. . Population and Development Review. 2005, 31 (3): 473–505. ISSN 1728-4457. doi:10.1111/j.1728-4457.2005.00080.x （英语）.
80. ↑  Killingray, David; Phillips, Howard. . Routledge. 2003. ISBN 978-1-134-56640-2 （英语）.
81. ↑  Spinney, Laura. . 2017: 167–169. ISBN 978-1-910702-37-6.
82. ↑  Kohn 2007.
83. ↑  .   [2019-06-19]. （原始内容存档于2019-07-09） （英语）.
84. ↑  Rice, Geoffrey; Bryder, Linda.  Second, revised and enlarged. Christchurch, N.Z. ISBN 978-1927145913. OCLC 960210402.
85. ↑  The Great Pandemic:  The United States in 1918–1919, U.S. Department of Health & Human Services.
86. ↑  . 1995-03-28  [2012-07-07]. （原始内容存档于2012-11-30）.
87. ↑  . 2018-03-05  [2009-05-04]. （原始内容存档于2009-05-06）.
88. ↑  "A deadly virus rages throughout Canada at the end of the First World War". CBC History.
89. ↑  . Jornal de Hoje.   [2014-01-22]. （原始内容存档于2014-02-02） （葡萄牙语）.
90. ↑  . BBC News. 2005-10-19  [2009-04-26]. （原始内容存档于2017-11-07）.
91. ↑  Hays 1998.
92. ↑  Marcus, Harold. . Trenton, NJ: Red Sea Press. 1996: 36ff.
93. ↑  Pankhurst 1991，第48f頁.
94. ↑  Pankhurst 1991，第63頁.
95. ↑  Pankhurst 1991，第51ff頁.

## 延伸閱讀
- Beiner G. . Cultural and Social History. 2006, 3 (4): 496–505.
- Brown J. . New York: Atria. 2018. ISBN 978-1501181245.
- Duncan, Kirsty.  illustrated. University of Toronto Press. 2003. ISBN 978-0-8020-8748-5.
- Humphries, Mark Osborne. The Last Plague: Spanish Influenza and the Politics of Public Health in Canada (University of Toronto Press; 29013) examines  the public-policy impact of the 1918 epidemic, which killed 50,000 Canadians.
- Johnson N. . London and New York: Routledge. 2006. ISBN 978-0-415-36560-4.
- Johnson, Niall. . Popolazione e Storia. 2003: 31–52.
- Johnson N. . Scottish Historical Review. 2003, 83 (2): 216–226. doi:10.3366/shr.2004.83.2.216.
- Kolata G. . New York: Farrar, Straus and Giroux. 1999. ISBN 978-0-374-15706-7.
- Little J. . Dear Canada（英语：Dear Canada）. Markham, Ont.: Scholastic Canada. 2007. ISBN 978-0-439-98837-7.
- Noymer A, Garenne M. . Population and Development Review. 2000, 26 (3): 565–581. PMC 2740912 . PMID 19530360. doi:10.1111/j.1728-4457.2000.00565.x.
- Oxford JS, Sefton A, Jackson R, Innes W, Daniels RS, Johnson NP. . The Lancet. Infectious Diseases. 2002-02, 2 (2): 111–114. PMID 11901642. doi:10.1016/S1473-3099(02)00185-8.
- Oxford JS, Sefton A, Jackson R, Johnson NP, Daniels RS. . Nature Medicine. 1999-12, 5 (12): 1351–1352. PMID 10581070. doi:10.1038/70913.
- Pettit D, Janice Bailie. . Murfreesboro, TN: Timberlane Books. 2008. ISBN 978-0-9715428-2-2.
- Phillips, H. . Social History of Medicine. 2014-11-01, 27 (4): 789-808  [2025-04-12]. ISSN 0951-631X. doi:10.1093/shm/hku066 （英语）.
- Phillips H, Killingray D (编). . London and New York: Routledge. 2003.
- Rice, Geoffrey W.; Edwina Palmer. . Journal of Japanese Studies. 1993, 19 (2): 389–420. JSTOR 132645. doi:10.2307/132645.
- Tumpey TM, García-Sastre A, Mikulasova A, Taubenberger JK, Swayne DE, Palese P, Basler CF. . Proceedings of the National Academy of Sciences of the United States of America. 2002-10, 99 (21): 13849–13854. Bibcode:2002PNAS...9913849T. PMC 129786 . PMID 12368467. doi:10.1073/pnas.212519699.

## 外部連結
- . Influenza Epidemic. 密西根大學圖書館.[]
- . 歷史.   [2020-04-10]. （原始内容存档于2021-01-19）.